# Haukkasalo
Haukkasalo es el nombre que recibe una isla del lago Päijänne en la Finlandia Occidental. Se encuentra en las coordenadas geográficas 61°43′N 25°26′E / 61.717, 25.433. Es la tercera isla más grande por su superficie en el lago Päijänne. Los visitantes pueden acceder a  Haukkasalo en ferry, por carretera, o botes privados.